# Julius Berend
Julius Berend, eigentlich Hermann Berend, (20. Oktober 1820 in Berlin – 24. März 1904 in Hannover) war ein deutscher Balletttänzer, Kinderdarsteller, Opernsänger (Tenor) und Theaterschauspieler.

## Leben
Berend, zweiter Sohn eines königlichen Musikinspektors am Berliner Hoftheater, besuchte die Realschule bis zur zehnten Klasse, kam jedoch schon als Zehnjähriger, vor seinem Schulabschluss, als Zögling in die Ballettschule des königlichen Theaters, wo er 1832 angestellt wurde – sein erstes Solo tanzte er im Ballett Blaubart – und in dieser Stellung sechs Jahre verblieb.
1838 kam er als Tänzer, Sänger und Schauspieler nach Stettin (auf Empfehlung des Grafen von Rödern), nachdem er schon in Berlin wiederholt auf dem Liebhabertheater „Urania“ aufgetreten war, und zwar in Rollen, die er mit Eduard Devrient, Louis Schneider und Charlotte von Hagn einstudiert hatte. In Stettin wirkte er als jugendlicher Komiker und Tenorbuffo bis 1846.
1846 wurde Berend Mitglied am Hoftheater in Hannover nach einer Prüfung vor dem Hoftheaterdirektor und dem Hofkapellmeister Heinrich Marschner.
Der Künstler, der dieses Hoftheater nicht mehr verließ (er diente dort unter sieben Königen) und an demselben nun 55 Jahre wirkte, feierte daselbst sein 25-, 50- und 60-jähriges Bühnenjubiläum.
Berend war zu seiner Zeit der vermutlich älteste Schauspieler Deutschlands und wurde vom Kaiser anlässlich seines 80. Geburtstags dekoriert sowie zum Ehrenbürger der Stadt Hannover ernannt. Er ist bis zu seinem Tod in Hannover aufgetreten.
Seit 1860 war Berend zudem Mitglied im Hannoverschen Künstlerverein. Sein Grab findet sich auf dem Stadtfriedhof Engesohde.
Sein Sohn Fritz Berend (* 1858) wurde ebenfalls Sänger und Schauspieler.